# Michael Klukowski
Michael „Mike“ Klukowski (* 27. Mai 1981 in Amstetten, Österreich) ist ein ehemaliger kanadischer Fußballspieler, der auch die polnische Staatsbürgerschaft besitzt.

## Vereinskarriere
Klukowski kam in der Saison 1998/99 von den Scarborough Blues zum französischen Drittligisten FCO Dijon, spielte dort aber nur in der Reservemannschaft und gelangte später über den Amateurklub Tourcoing FC in die zweite Mannschaft des OSC Lille. 2002 wechselte Klukowski zum belgischen Erstligisten R.A.A. La Louvière. In seiner ersten Saison erreichte er mit La Louvière das belgische Pokalfinale, in dem man VV St. Truiden mit 3:1 bezwang und damit den ersten nationalen Titel in der Vereinsgeschichte gewann. Gemeinsam mit seinem Teamkameraden Manasseh Ishiaku wechselte er im Januar 2005 zum Ligakonkurrenten FC Brügge. Bei Brügge kam er in seinem ersten halben Jahr erst in den letzten Partien der Saison zum Einsatz und war an Brügges Titelgewinn mit sechs Einsätzen beteiligt.
Ab der Saison 2005/06 etablierte sich der Linksverteidiger in Brügges Abwehrverbund und gewann 2007 gegen Standard Lüttich zum zweiten Mal den belgischen Pokalwettbewerb. Zur Saison 2010/11 wechselte er zu MKE Ankaragücü und unterschrieb einen Dreijahresvertrag. Der Vertrag wurde aber nach einem Jahr aufgelöst und er wechselte zu Manisaspor. 2012 schloss er sich dem zyprischen Spitzenklub APOEL Nikosia an. Nach insgesamt 16 Ligaspielen und dem Meistertitel beendete er dort ein Jahr später seine aktive Karriere.

## Nationalmannschaft
Klukowski gehörte bei der Junioren-WM 2001 in Argentinien zum kanadischen Aufgebot und kam beim Vorrundenaus in allen drei Partien zum Einsatz. 2003 gab er in einem Freundschaftsspiel gegen Libyen sein Länderspieldebüt in der kanadischen Nationalmannschaft. Bis 2007 kam er überwiegend in Freundschaftsspielen in Europa zum Einsatz, seit 2008 gehört er auch bei Pflichtspielen in Amerika zum Aufgebot. Im Juli 2009 nahm er mit dem kanadischen Team am CONCACAF Gold Cup teil. Bis 2012 bestritt er insgesamt 36 Länderspiele, ein Tor gelang ihm dabei nicht.

## Erfolge
- Belgischer Meister: 2005
- Belgischer Pokalsieger: 2003, 2007
- Zyprischer Meister: 2013